# Уэйк (округ)
Округ Уэйк (англ. Wake County) располагается в штате Северная Каролина, США. Официально образован в 1771 году. По состоянию на 2013 год, численность населения составляла 974 289 человек.

## География
По данным Бюро переписи США, общая площадь округа равняется 2219,632 км2, из которых 2154,882 км2 суша и 64,750 км2 или 2,950 % это водоёмы.

## Население
По данным переписи населения 2000 года в округе проживает 627 846 жителей в составе 242 040 домашних хозяйств и 158 778 семей. Плотность населения составляет 291,00 человек на км2. На территории округа насчитывается 258 953 жилых строений, при плотности застройки около 120,00-ти строений на км2. Расовый состав населения: белые — 72,40 %, афроамериканцы — 19,72 %, коренные американцы (индейцы) — 0,34 %, азиаты — 3,38 %, гавайцы — 0,03 %, представители других рас — 2,48 %, представители двух или более рас — 1,64 %. Испаноязычные составляли 5,41 % населения независимо от расы.
В составе 34,00 % из общего числа домашних хозяйств проживают дети в возрасте до 18 лет, 52,50 % домашних хозяйств представляют собой супружеские пары проживающие вместе, 9,80 % домашних хозяйств представляют собой одиноких женщин без супруга, 34,40 % домашних хозяйств не имеют отношения к семьям, 25,70 % домашних хозяйств состоят из одного человека, 5,10 % домашних хозяйств состоят из престарелых (65 лет и старше), проживающих в одиночестве. Средний размер домашнего хозяйства составляет 2,51 человека, и средний размер семьи 3,06 человека.
Возрастной состав округа: 25,10 % моложе 18 лет, 10,70 % от 18 до 24, 36,50 % от 25 до 44, 20,40 % от 45 до 64 и 20,40 % от 65 и старше. Средний возраст жителя округа 33 лет. На каждые 100 женщин приходится 98,40 мужчин. На каждые 100 женщин старше 18 лет приходится 96,50 мужчин.
Средний доход на домохозяйство в округе составлял 54 988 USD, на семью — 67 149 USD. Среднестатистический заработок мужчины был 44 472 USD против 31 579 USD для женщины. Доход на душу населения составлял 27 004 USD. Около 4,90 % семей и 7,80 % общего населения находились ниже черты бедности, в том числе — 8,60 % молодежи (тех, кому ещё не исполнилось 18 лет) и 8,90 % тех, кому было уже больше 65 лет.